# Dere subtilis
Dere subtilis är en skalbaggsart som beskrevs av Holzschuh 1991. Dere subtilis ingår i släktet Dere och familjen långhorningar. Inga underarter finns listade i Catalogue of Life.